# Stephen M. Kellen
Stephen Max Kellen (ursprünglich Stephan Max Katzenellenbogen; * 21. April 1914 in Berlin; † 11. Februar 2004 in New York City) war ein aus Deutschland emigrierter US-amerikanischer Bankier und Mäzen.

## Leben
Stephan M. Katzenellenbogen war ein Sohn des Max Katzenellenbogen und der Leonie Marcuse, er hatte eine Schwester. Katzenellenbogen schloss den Besuch des Französischen Gymnasiums mit dem Abitur ab. Anschließend absolvierte er eine Banklehre. Wegen seines jüdischen Glaubens wurde Katzenellenbogen genötigt, 1936 Deutschland zu verlassen. Er emigrierte über London nach New York City in die USA. Dort anglisierte er seinen ursprünglichen Nachnamen zu Kellen. In New York heiratete er Anna-Maria Arnhold, Tochter des Bankiers Hans Arnhold. Sie war ebenfalls aus Deutschland in die USA geflüchtet; Stephen M. Kellen kannte sie bereits aus Berlin. Ab 1940 arbeitete Kellen beim Bankhaus Arnhold & S. Bleichroeder, von 1955 bis 1994 war er dessen Präsident.
Trotz der Vertreibung aus Deutschland war Kellen seiner Heimatstadt Berlin sein Leben lang zugewandt. Bereits 1946 reiste er erstmals nach dem Zweiten Weltkrieg nach Berlin, um die Unterstützungsmöglichkeiten beim Wiederaufbau zu eruieren. Er organisierte auch die ersten Nachkriegs-Anleihen für deutsche Firmen wie Siemens oder Hoechst, um die Wirtschaft wieder in Gang zu bringen.
Kellen war Kunstmäzen und sponserte kulturelle und wissenschaftliche Einrichtungen und Veranstaltungen. Auch hierbei verband er häufig seine alte und neue Heimat. So förderte er beispielsweise Gastspiele der Berliner Philharmoniker in der Carnegie Hall oder finanzierte die Restaurierung des in Berlin von Ernst Herter geschaffenen Heinrich-Heine-Denkmals in New York.
Im März 1998 spendete Kellen drei Millionen Dollar für den Aufbau der American Academy in Berlin, die im ehemaligen Elternhaus seiner Frau in Berlin-Wannsee residiert.

## Ehrungen
1991 erhielt Stephen M. Kellen das Große Bundesverdienstkreuz der Bundesrepublik Deutschland.
In den USA erhielten Stephen M. und Anna-Maria Kellen 1997 für ihr wohltätiges Wirken den New Yorker Orden Spirit of the City.
Am 6. Mai 2002 erhielt Stephen M. Kellen die Ernst-Reuter-Plakette für seine besonderen Verdienste um die Stadt Berlin.
Im Jahr 2004 wurde Kellen mit dem französischen Orden Chevalier de la Legion d’Honneur geehrt.

## Belege
1. 1 2  Henry W. Sapparth: Ein hoher Standard war sein Maßstab / Zum Gedenken an Stephen M. Kellen (Seite nicht mehr abrufbar. Suche in Webarchiven) (Seite nicht mehr abrufbar, festgestellt im Mai 2019. Suche in Webarchiven)  Info: Der Link wurde automatisch als defekt markiert. Bitte prüfe den Link gemäß Anleitung und entferne dann diesen Hinweis.. Mitteilungen der Walther Rathenau Gesellschaft, Nr. 14, Juli 2004, S. 30–32.
2. ↑  Stifter der American Academy gestorben (Seite nicht mehr abrufbar. Suche in Webarchiven). Berliner Morgenpost, 15. Februar 2004.
3. ↑  Wowereit überreicht Ernst-Reuter-Plakette an Stephen M. Kellen (Seite nicht mehr abrufbar, festgestellt im Mai 2019. Suche in Webarchiven)  Info: Der Link wurde automatisch als defekt markiert. Bitte prüfe den Link gemäß Anleitung und entferne dann diesen Hinweis.. Pressemeldung des Landes Berlin vom 3. Mai 2002.

| Personendaten    | Personendaten                  |
| ---------------- | ------------------------------ |
| NAME             | Kellen, Stephen M.             |
| ALTERNATIVNAMEN  | Katzenellenbogen, Stephen Max  |
| KURZBESCHREIBUNG | deutsch-amerikanischer Bankier |
| GEBURTSDATUM     | 21. April 1914                 |
| GEBURTSORT       | Berlin                         |
| STERBEDATUM      | 11. Februar 2004               |
| STERBEORT        | New York City                  |